# Dan-Ola Eriksson
Dan-Ola Eriksson (* 12. September 1963 in Hammerdal) ist ein schwedischer Curler.
Sein internationales Debüt hatte Eriksson bei der Juniorenweltmeisterschaft 1985 in Perth, er blieb aber ohne Medaille. 
Eriksson spielte als Skip der schwedischen Mannschaft bei den XV. Olympischen Winterspielen 1988 in Calgary und bei den XVI. Olympischen Winterspielen 1992 in Albertville im Curling. Die Mannschaft belegte 1988 den fünften Platz und 1992 den achten Platz.